# Fastida
Fastida was koning van de Germaanse stam der Gepiden in de 3e eeuw. Hij wordt genoemd door Jordanes in diens geschiedwerk De origine actibusque Getarum en is daarmee de eerste Gepidische koning wiens naam is overgeleverd.
Jordanes schrijft dat de Gepiden op een eiland in de Wisła verbleven. Hun koning Fastida wilde zijn gebieden uitbreiden en wist de Bourgondiërs vernietigend te verslaan. Daarna provoceerde hij de Gothen door hun koning Ostrogotha met een oorlog te dreigen als de Gothen geen land aan de Gepiden zouden afstaan. Ostrogotha weigerde echter om land af te staan, waarna tussen beide volkeren oorlog uitbrak. In een veldslag nabij het oppidum Galtis werd Fastida echter verslagen, waarna Fastida en de Gepiden zich weer terugtrokken naar hun eigen gebieden. Deze strijd moet rond 291 n.Chr. hebben plaatsgevonden.